# The♡World's♡End
「The♡World's♡End」（ザ・ワールズ・エンド）は、堀江由衣の楽曲。清竜人が作詞・作曲を手掛けた。堀江の17枚目のシングルとして2014年3月12日にスターチャイルドから発売された。

## 音楽性
本曲は、テレビアニメ『ゴールデンタイム』の後期オープニングテーマに使用された。堀江のシングル曲としては「インモラリスト」以来となる清竜人による楽曲となっている。
同アニメのヒロインである加賀香子の性格にも通じる激しく切ない曲で、作詞・作曲を手掛けた清の意向もあり、堀江のボーカルが数多く取り入れられたりサビで重ね録りに挑戦するなどしている。また、レコーディングではサビをキーが高くテンポも速いため清の細かい指示を受けながら行ったという。また、歌詞は清竜人による歌が正解に近いとのことから、これを聴きながらニュアンスを拾ったという。
PVは、人形に扮した堀江が、人間サイズになって事件を解明する内容になっている。ちなみに謎事態は各所に散りばめられたヒントを繋ぎ合わせることで解決できる趣向が凝らされている。

## シングルリリース
2014年3月12日にスターチャイルドから発売された。堀江のシングルとしては前作「Golden Time」から約4か月ぶりのリリースとなる。
初回限定盤（KICM-91500）と通常盤（KICM-1500）の2種リリースで、初回限定盤には本曲のPVを収録したDVDが同梱されている。
2曲目「半永久的に愛してよ♡」は、同アニメの後期エンディングテーマに起用された。香子の気持ちを歌った曲で、「The♡World's♡End」は当曲の制作を受けて対となる楽曲として制作された。当初は清竜人が1年前に堀江のために制作した楽曲であり、当初から『ゴールデンタイム』のために制作したものではないという。そのため彼女やアニメサイドは本人からそのことが告げられるまで『ゴールデンタイム』のタイアップとして制作したと思っていたという。

## シングル収録内容
| 全作詞・作曲・編曲: 清竜人。 |                                           |        |            |      |
| #                            | タイトル                                  | 作詞   | 作曲・編曲 | 時間 |
| 1.                           | 「The♡World's♡End」                       | 清竜人 | 清竜人     | 5:07 |
| 2.                           | 「半永久的に愛してよ♡」                   | 清竜人 | 清竜人     | 5:22 |
| 3.                           | 「The♡World's♡End（off vocal ver.）」     | 清竜人 | 清竜人     | 5:07 |
| 4.                           | 「半永久的に愛してよ♡（off vocal ver.）」 | 清竜人 | 清竜人     | 5:20 |
| 合計時間:                    | 合計時間:                                 | 20:57  |            |      |

| #  | タイトル                        | 作詞 | 作曲・編曲 |
| -- | ------------------------------- | ---- | ---------- |
| 1. | 「The♡World's♡End」(MUSIC CLIP) |      |            |

## チャート
| チャート（2014年）                     | 最高位 |
| -------------------------------------- | ------ |
| オリコン                               | 9      |
| Billboard Japan Hot 100                | 39     |
| Billboard Japan Hot Animation          | 6      |
| Billboard Japan Hot Singles Sales      | 8      |
| サウンドスキャンジャパン（初回限定盤） | 10     |